# Paul Kagame

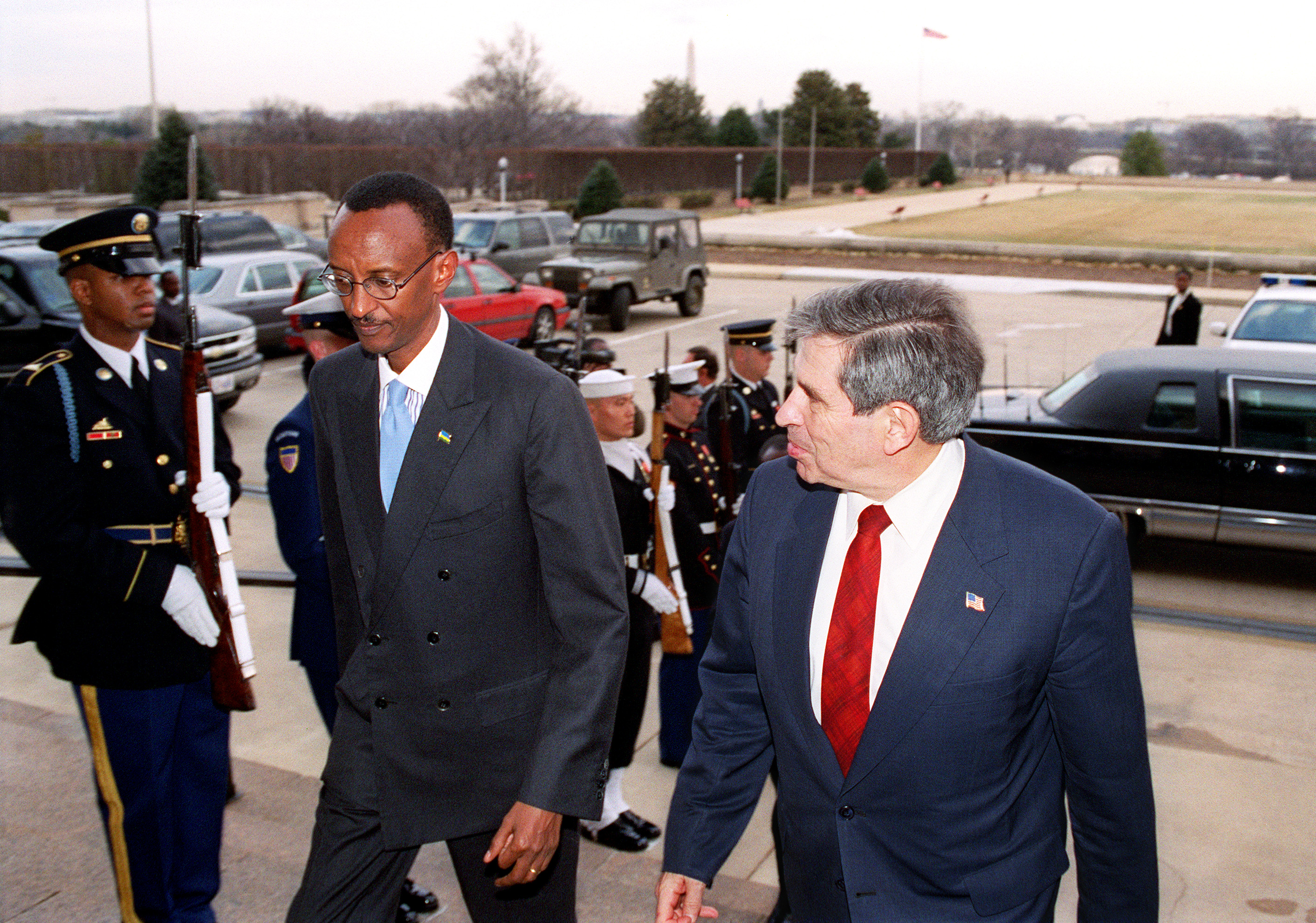
Paul Kagame i Paul Wolfowitz, 5 marca 2003

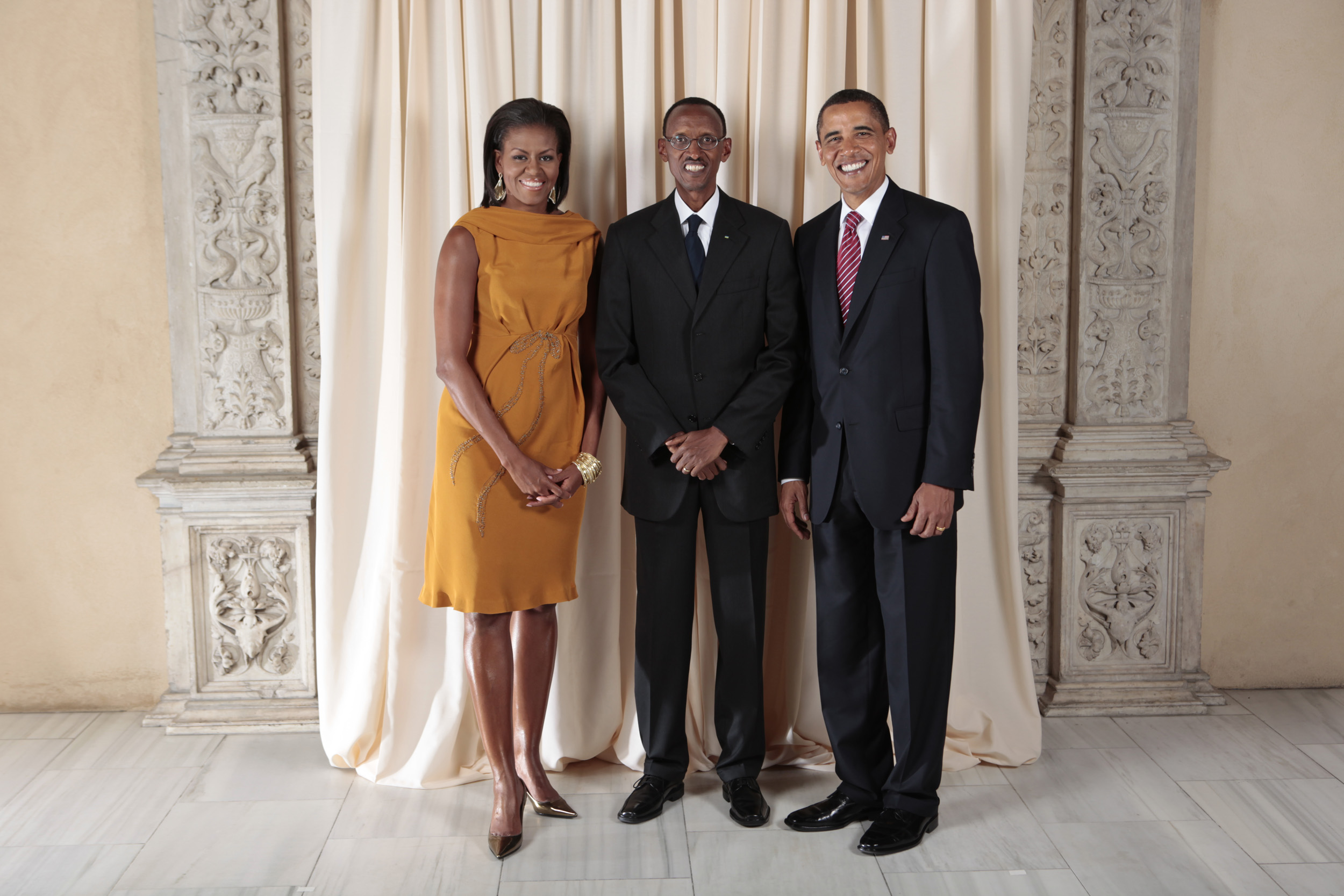
Paul Kagame z Barackiem i Michelle Obamą, 23 września 2009

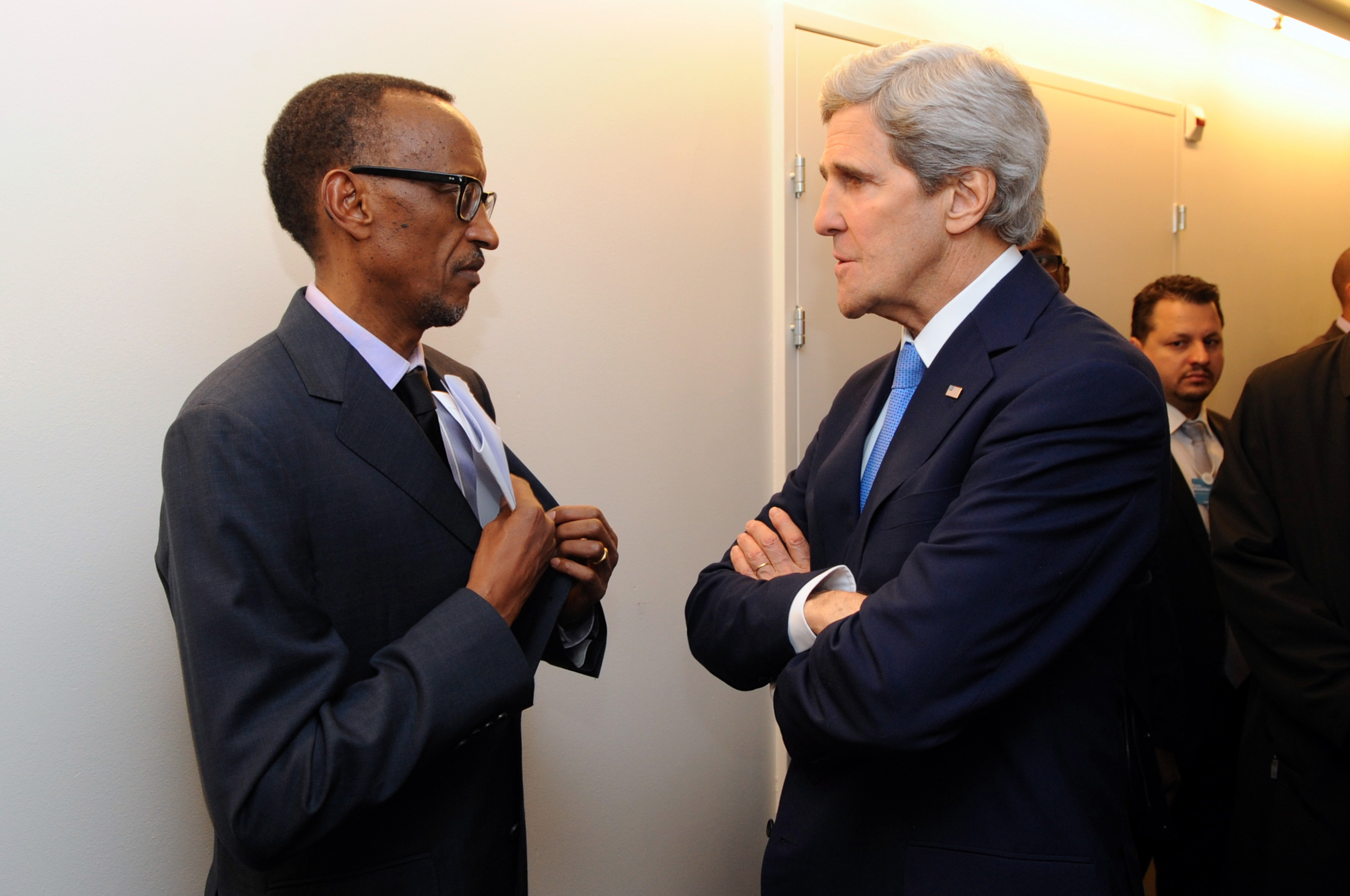
Paul Kagame i sekretarz stanu Stanów Zjednoczonych John Kerry, 24 stycznia 2014

Paul Kagame (ur. 23 października 1957 w Gitaramie) – rwandyjski polityk, założyciel i lider Rwandyjskiego Frontu Patriotycznego, w latach 1994–2000 wiceprezydent i minister obrony, od 24 marca 2000 prezydent Rwandy (do 22 kwietnia 2000 pełniący obowiązki).
W latach 2018–2019 przewodniczący Unii Afrykańskiej. 

## Młodość i pobyt w Ugandzie
Paul Kagame urodził się w rodzinie pochodzącej z plemienia Tutsi w 1957 roku w Gitaramie w Prefekturze Południowej w Rwandzie. W listopadzie 1959 roku w Rwandzie doszło do rewolty, wznieconej przez plemię Hutu i obalenia króla Kigeli V. W wyniku walk śmierć poniosło 150 tysięcy osób, w tym wiele z plemienia Tutsi. Setki tysięcy Tutsi zmuszonych było uciekać do sąsiedniej Ugandy i Burundi. Wśród nich była także rodzina Kagame, która w 1960 roku opuściła Rwandę i uciekła na północ do Ugandy. W 1962 roku osiedliła się w obozie dla uchodźców w Gahunge, w którym Paul Kagame spędził lata swojego dzieciństwa. Uczęszczał tam do Ntare Secondary School w mieście Mbarara.
W 1979 roku Kagame rozpoczął swoją karierę wojskową. Wstąpił wówczas do Narodowej Armii Oporu (NRA, National Resistance Army), dowodzonej przez Yoweri Museveniego. Spędził w jej szeregach kilka lat, walcząc jako partyzant przeciw rządowi prezydenta Ugandy Miltona Obote w wojnie powszechnie określanej jako tzw. wojna w buszu.
W lipcu 1985 roku Obote został pozbawiony władzy w wyniku zamachu stanu, dokonanego przez generała Tito Okello. W 1986 roku Narodowy Ruch Oporu odsunął od władzy Okello, a Yoweri Museveni objął stanowisko prezydenta Ugandy.
W 1985 roku Kagame, razem z przyjacielem Fredem Rwigemą, założył Rwandyjski Front Patriotyczny (RPF, Rwandan Patriotic Front), który utworzyli głównie rwandyjscy uchodźcy Tutsi, walczący wcześniej w szeregach NRA. RPF rezydował w Ugandzie, a w 1986 roku Kagame został szefem jego wywiadu wojskowego.

## Walki i wojna domowa w Rwandzie
W październiku 1990 roku, w czasie gdy Paul Kagame przebywał na szkoleniu wojskowym w Fort Leavenworth w Kansas w USA, siły RPF dokonały inwazji na Rwandę. W walkach zginął Rwigema, a Kagame został nowym dowódcą Frontu. Inwazja Rwandyjskiego Frontu Patriotycznego powtórzyła się rok później, a Rwanda pogrążyła się w wojnie domowej.
Zakończenie walk przyniosło dopiero porozumienie w Aruszy (Tanzania), podpisane 4 sierpnia 1993. Zakładało ono włączenie RPF do rządu jedności narodowej, udział RPF w obradach parlamentu oraz przeprowadzenie w ciągu 22 miesięcy wyborów generalnych. Jednak pomimo porozumienia konflikt między Hutu i Tutsi nie został rozwiązany i tlił się nadal.
6 kwietnia 1994 w Kigali doszło do zestrzelenia samolotu z prezydentem Rwandy Juvénalem Habyarimaną i prezydentem Burundi Cyprienem Ntaryamirą na pokładzie. Hutu oskarżyli Tutsi o śmierć prezydenta i rozpoczęli ich eksterminację, co doprowadziło do wybuchu wojny domowej i rozpoczęcia jednego z największych ludobójstw XX wieku. W ciągu 100 dni walk zamordowano od 800 tysięcy do 1 mln Tutsi. W lipcu 1994 roku RPF pod dowództwem Kagame ostatecznie pokonał wojska rządowe Rwandy, bojówki Interahamwe oraz Impuzamugambi i przejął władzę w kraju. W obawie przed zemstą tysiące Hutu opuściło kraj i uciekło do sąsiedniego Zairu.
Prezydentem Rwandy w lipcu 1994 roku został Pasteur Bizimungu. 19 lipca 1994 mianował on Paula Kagame wiceprezydentem i ministrem obrony. Obie funkcje Kagame pełnił do marca 2000 roku.
Jako wiceprezydent i minister obrony, Kagame był szczególnie aktywny podczas I wojny domowej w sąsiedniej Demokratycznej Republice Konga w latach 1996–1997, a następnie w czasie II wojny domowej w tym kraju w latach 1998–2003, w której Rwanda wspierała w walkach bojowników z plemienia Tutsi w walkach z organizacjami partyzanckimi Hutu – uchodźcami z Rwandy.

## Prezydentura
17 kwietnia 2000 Kagame został wybrany prezydentem przez Zgromadzenie Narodowe, po usunięciu z tego stanowiska Pasteura Bizimungu. Powodem odsunięcia go od władzy był konflikt Bizimungu z Kagame. 22 kwietnia 2000 został uroczyście zaprzysiężony na stanowisku.
25 sierpnia 2003 w kraju przeprowadzono wybory prezydenckie, w których Kagame zdobył 95% głosów poparcia i został wybrany szefem państwa na 7-letnią kadencję.
W czasie prezydentury Kagame doszło do szczególnego pogorszenia stosunków rwandyjsko-francuskich. W marcu 2004 roku Kagame publicznie skrytykował Francję za brak zaangażowania w przeciwdziałanie ludobójstwu w Rwandzie, co wywołało pierwszy poważny kryzys dyplomatyczny. W listopadzie 2006 roku Rwanda zerwała stosunki dyplomatyczne z Francją i nakazała opuszczenie kraju w ciągu 24 godzin przez dyplomatów francuskich po tym, jak francuski sąd oskarżył 9 wysokich rangą urzędników rwandyjskich o dokonanie zamachu na samolot prezydenta Habyarimany w kwietniu 1994 roku z rozkazu Kagame.
Jako prezydent zarządził, by w Rwandzie nie używać pojęć określających przynależność etniczną, co ma posłużyć zakopaniu przepaści między Tutsi i Hutu. Walczył z nienawiścią etniczną, przestępczością, korupcją, rozbudowywał sieć dróg, inwestował w oświatę, usprawnił administrację. Dzięki podniesieniu kraju z ruiny, Kagame mimo autokratycznego stylu rządzenia i wprowadzenia dyktatury monopartyjnej, stał się faworytem państw Zachodu i przyciągał tamtejszych inwestorów.
W styczniu i w lutym 2009 roku rwandyjskie wojska wzięły udział w ofensywie w Demokratycznej Republice Kongo przeciw siłom FLDR.
W maju 2010 roku prezydent Kagame został kandydatem RPF w wyborach prezydenckich. W wyborach 9 sierpnia 2010 naprzeciw niego stanęło jeszcze troje kontrkandydatów, wszyscy wywodzący się z partii wspierających politykę RPF. Według oficjalnych wyników zdobył 93,08% głosów poparcia, uzyskując tym samym reelekcję na drugą 7-letnią kadencję. Opozycja uznała wybory za „grę pozorów” i odrzuciła ich wyniki, oskarżając władze o tłamszenie w kraju demokracji. 
W wyborach prezydenckich 4 sierpnia 2017 Paul Kagame został wybrany na trzecią kadencję, po zdobyciu ponad 98% głosów.

## Życie prywatne
Kagame jest od 1989 roku żonaty z Jeanette Nyiramongi. Mają czwórkę dzieci.